# Kristina Edström
Ester Kristina Edström, född 2 juni 1958 i Göteborg, är en svensk kemist och materialforskare. Hon är professor i kemi med inriktning mot oorganisk kemi vid Uppsala universitet och leder där även Ångström Advanced Battery Centre.

## Utbildning
Edström, som är dotter till arkivrådet Josef Edström och professor Vivi Edström,  avlade högskoleexamen i kemi 1986 vid Uppsala universitet, vilken följdes av en doktorsexamen i kemi 1990. Huvudhandledaren för hennes doktorsavhandling var professor Josh Thomas. Hennes doktorsavhandling rörde kristallografiska studier där röntgendiffraktion användes för att undersöka fasta elektrolyter som Na-jonledande beta-alumina.

## Karriär
Efter att ha arbetat med universitetspedagogisk verksamhet och utveckling blev hon forskarassistent 1995. Hon utsågs till docent 1999 samt professor 2005. År 2009 utsågs hon till programansvarig professor för forskningsprogrammet Strukturkemi vid Uppsala universitet och blev även ledare för forskningsmiljön Ångström Advanced Battery Centre. 
Edström har haft ett antal ledande befattningar inom Uppsala universitet: prodekanus vid den utbildningsvetenskapliga fakulteten (2001–2004), sektionsdekan kemi (2006–2009), ledamot vid Uppsala universitets styrelse konsistoriet (2010-2013), samt prodekanus för forskning vid teknisk-naturvetenskapliga fakulteten (2014–2018).  Hon har varit rektorsråd för grudutbildningen vid Uppsala universitet (2003–2006) samt rektorsråd för infrastrukturfrågor (2018-).   
Mellan 2010 och 2017 var Edström ordförande för forskningsprogrammet STandUP for Energy, ett nätverk för energiforskning som innefattar Uppsala universitet, Kungliga Tekniska högskolan (KTH), Luleå tekniska universitet (LTU) samt Sveriges Lantbruksuniversitet (SLU). Hon har varit styrelseledamot för Stiftelsen för strategisk forskning i Sverige mellan 2012 och 2014 och ledamot av MAXIV-laboratoriets styrelse 2010–2016. Under en period var Edström ledamot i styrelsen för batterisektionen inom The Electrochemical Society. Hon är vald ledamot i Kungliga Vetenskaps-Societeten i Uppsala, Kungliga Ingenjörsvetenskapsakademien (IVA) avdelning IV, samt Kungliga Vetenskapsakademin (KVA). Under perioden 2018-2023 "trustee i styrelsen för Faraday Initiative, UK, och vice preses på IVA 2021-2023.

## Forskning
Edströms forskning kretsar huvudsakligen kring materialkemiska aspekter av litiumjonbatterier, men även kring utvecklingen av nya batterikemier som litium-luft, litium-svavel och natriumjonbatterier. Hon är förmodligen mest känd för sin forskning kring anodmaterial för litiumjonbatterier samt användandet av fotoelektronspektroskopi för att studera det gränsskiktslager som bildas på dessa material. Hon har varit första handledare för mer än 20 doktorander. Edström startade även konferensserien ”Nordic Battery Conference" ("Nordbatt"), som höll sin allra första konferens i Uppsala år 2013. Edström leder sedan 2018 det storskaliga Europeiska forskningsinitiativet Battery 2030+ som formulerar EU:s långsiktiga forskningsfärdplan. Edström är också vetenskaplig ledare för kompetenscentrum Batteries Sweden BASE.
Edströms vetenskapliga publicering har (2025) enligt Google Scholar över 26200 citeringar och ett h-index på 86.

## Priser och utmärkelser
- 2001 – Luttemans stipendium
- 2002 – Benzeliusbelöningen
- 2008 – Thuréuspriset
- 2011 – Uppsala Teknolog- och Naturvetarkårs (UTN) Guldmedalj
- 2017 – Utsedd till hedersdoktor vid Norges teknisk-naturvetenskapliga universitet (NTNU), i Trondheim, Norge
- 2018 – Tilldelad KTH:s stora pris för sin "epokgörande insats", med motiveringen: ”Energi är en ödesfråga för framtiden och genom Kristina Edströms gedigna forskning och kunskap har världen kommit avsevärt närmare en lösning i fråga om energilagring.Genom att ladda sin forskargärning med lika delar integritet och ihärdighet har Kristina Edström, professor i oorganisk kemi, byggt upp världsledande batteriforskning. Genom att inspirera och dela med sig av sin kreativa kompetens till yngre forskare är hon också en garant för en kvalitativ återväxt för framtiden.”[6]
- 2019 – Tilldelad Rudbeckmedaljen Uppsala universitet.
- 2019 – Wallenberg Scholar
- 2020 - Tilldelad äldre Gustaf-Adolf medaljen i guld från Uppsala universitet
- 2020 – IVA:s utmärkelse Guldmedaljen för gott ledarskap och utveckling inom sitt område. Edström belönas för sin forskning om batterier och nya lösningar för energilagring, där hon har inspirerat och byggt en stark forskargrupp, där utvecklingen av nästa generations batteriteknik för tillämpningar inom fordonsindustrin är världsledande.[7]
- 2021 - Uppsala kommuns hedersmedalj
- 2023 - IBA Yeager Award 2030 to Kristina Edström for "Pioneering Approahces in Surface and Bulk Characterization Methods Applied to Batteries"
- 2023 - Bror Holmbergmedaljen från Svenska kemisamfundet
- 2024 - European Battery Star Award från EUs batteripartnerskap BEPA

## Publikationer i urval
- K. Edström, T. Gustafsson, J. Thomas; The cathode-electrolyte interface in a Li-ion battery; Chapter in book, Lithium-ion Batteries: Solid-electrolyte Interphase, 337-364, 2004. doi:10.1016/j.electacta.2004.03.049
- K Luo, MR Roberts, R Hao, N Guerrini, DM Pickup, YS Liu, K Edström, Jinghua Guo, Alan V Chadwick, Laurent C Duda, Peter G Bruce; Charge-compensation in 3d-transition-metal-oxide intercalation cathodes through the generation of localized electron holes on oxygen, Nature chemistry 8 (7), 684 20 2016. https://doi.org/10.1038/nchem.2471
- D. Larcher, S. Beattie, M. Morcrette, K. Edström, J.-C. Jumas, J.-M. Tarascon; Recent findings and prospects in the field of pure metals as negative electrodes for Li-ion batteries; Journal of Materials Chemistry, 3759-3772 (17), 2007. doi:10.1039/b705421c
- K. Edström, M. Herstedt, D.P. Abraham; A new look at the solid electrolyte interphase on graphite anodes in Li-ion batteries; Journal of Power Sources, 380-384 (153), 2006. doi:10.1016/j.jpowsour.2005.05.062
- A.M. Andersson, K. Edström; Chemical composition and morphology of the elevated temperature SEI on graphite; Journal of The Electrochemical Society, A1100-A1109 (148), 2001. doi:10.1149/1.1397771
- R Younesi, GM Veith, P Johansson, K Edström, T Vegge; Lithium salts for advanced lithium batteries: Li–metal, Li–O 2, and Li–S. Energy & Environmental Science 8 (7), 1905-1922, 2015. DOI: 10.1039/C5EE01215E
- B. Philippe, R. Dedryvère, J. Allouche, F. Lindgren, M. Gorgoi, H. Rensmo, D. Gonbeau, K. Edström; Nanosilicon electrodes for lithium-ion batteries: interfacial mechanisms studied by hard and soft X-ray photoelectron spectroscopy; Chemistry of Materials, 1107-1115 (24), 2012. doi:10.1021/cm2034195
- C Xu, F Lindgren, B Philippe, M Gorgoi, F Björefors, K Edström, T. Gustafsson; Improved performance of the silicon anode for Li-ion batteries: understanding the surface modification mechanism of fluoroethylene carbonate as an effective electrolyte additive, Chemistry of Materials 27 (7), 2591-2599, 2015. https://doi.org/10.1021/acs.chemmater.5b00339
- M Armand, P Axmann, D Bresser, M Copley, K Edström, C Ekberg, ...et al.:Lithium-ion batteries–Current state of the art and anticipated developments Journal of Power Sources 479, 228708. 2020.
- S Malmgren, K Ciosek, M Hahlin, T Gustafsson, M Gorgoi, H Rensmo, K. Edström: Comparing anode and cathode electrode/electrolyte interface composition and morphology using soft and hard X-ray photoelectron spectroscopy. Electrochimica Acta 97, 23-32 (2013)
- H. Bryngelsson, M. Stjerndahl, T. Gustafsson, K. Edström; How dynamic is the SEI?; Journal of Power Sources, 970-975 (174) 2007. doi:10.1016/j.jpowsour.2007.06.050
- A.M. Andersson, A. Henningson, H. Siegbahn, U. Jansson, K. Edström; Electrochemically lithiated graphite characterised by photoelectron spectroscopy; Journal of Power Sources, 522-527 (119) 2003. doi:10.1016/S0378-7753(03)00277-5